# Acentrella feropagus
Acentrella feropagus is een haft uit de familie Baetidae. De wetenschappelijke naam van de soort is voor het eerst geldig gepubliceerd in 2000 door Alba-Tercedor & McCafferty.
De soort komt voor in het Nearctisch gebied.